# Ocnophila integra
Ocnophila integra är en insektsart som beskrevs av Brunner von Wattenwyl 1907. Ocnophila integra ingår i släktet Ocnophila och familjen Diapheromeridae. Inga underarter finns listade i Catalogue of Life.